# Historia de la ciudad de Río de Janeiro

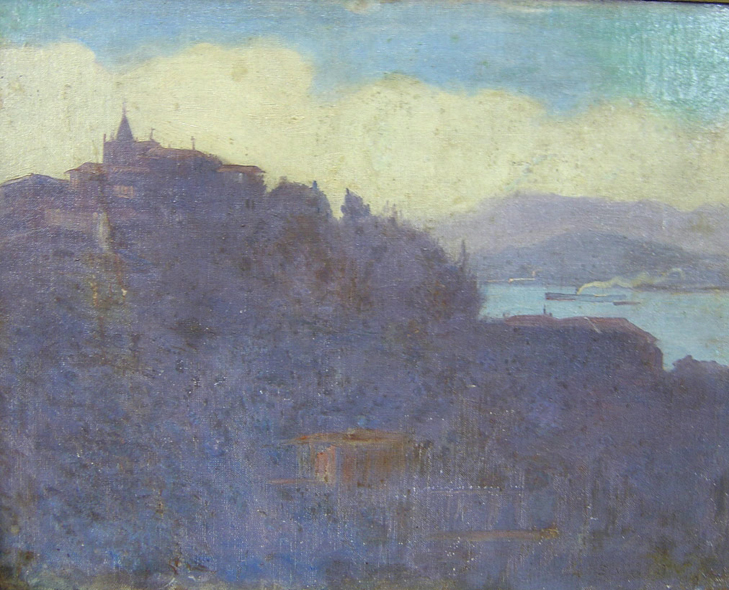
Morro do Castelo, núcleo original de la ciudad de Río de Janeiro (pintura de Eliseu Visconti (1866-1944).

La historia de Río de Janeiro, la antigua capital del Brasil, comienza con su ocupación por pueblos amerindios en una época que la ciencia todavía no ha determinado y continúa en nuestros días. En tiempos precolombinos, el área estuvo poblada por pueblos tupíes, que expulsaron a los tapuyas. Los primeros europeos en llegar fueron los franceses, que trataron de desarrollar la colonia de Francia Antártica. Sin embargo, fueron los portugueses quienes colonizaron la zona y fundaron la ciudad en 1565. Desde 1763 fue la capital del Brasil colonial. También lo fue del Imperio de Brasil y de los Estados Unidos del Brasil hasta 1960, cuando el gobierno fue transferido a Brasilia.

## Periodo precabralino

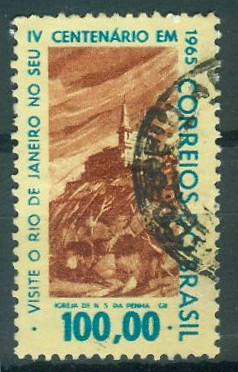
Estampilla brasileña de 1965 en conmemoración de los 400 años de fundación de Río de Janeiro.

Hacia el año 1000, la mayor parte del actual litoral brasileño, incluyendo el territorio de la actual ciudad de Río de Janeiro, fue invadida por pueblos tupíes procedentes de la amazonia. Estos expulsaron hacia el interior del continente a los anteriores habitantes llamados por ellos como "tapuyas". Se estima que dicha migración tupí habría iniciado a comienzos de la era cristiana, y que no estaba motivada solamente por un impulso nómade, sino que también por un componente religioso, en una búsqueda por una «tierra sin males».
A principios del siglo XVI, la tribu tupí de los tupinambás, también llamados tamoios, ocupó la zona. A ellos pertenecía la aldea Carioca, cuyo nombre se convertiría en el gentilicio de la ciudad. Solamente la actual isla del Gobernador (entonces conocida como isla de Paranapuã) estaba ocupada por una tribu tupí rival: los temiminós.

## Periodo colonial
La bahía de Guanabara, que baña la ciudad de Río de Janeiro, fue descubierta por los portugueses el 1 de enero de 1502, durante el viaje de reconocimiento de la costa de la América Portuguesa del florentino Américo Vespucio. Existen discrepancias sobre quién habría sido el capitán mayor de esa expedición ya que algunos autores afirman que fue Gaspar de Lemos o Gonçalo Coelho quien participó de la expedición de 1503. La bahía fue cartografiada por los navegantes portugueses con la toponimia de "Río de Janeiro". Esto no se debe necesariamente a que pensaran que se trataba de la desembocadura de un curso fluvial, pues en esa época no se distinguía entre ríos, ensenadas y bahías. El nombre aparece oficialmente por primera vez cuando la segunda expedición exploratoria portuguesa, comandada por Gaspar Lemos llegó en enero de 1502 a la bahía, que el navegante supuso que era la desembocadura de un río.
En 1503, Américo retorna a Río de Janeiro para la construcción de la feitoria de Cabo Frio, a pesar de que existen pruebas de que esta habría sido fundada en la Bahía de Guanabara (feitoria de la bahía de Guanabara), y los portugueses no habrían especificado exactamente el lugar por cuestiones de estrategia.
Hasta el intento de colonización francés, en 1555, la bahía sirvió como un punto de paso de viajeros españoles, portugueses y algunos franceses que se abastecían de mercancía y suministros o arreglaban sus embarcaciones antes de seguir su viaje.
Alrededor de 1554, los indios llamaban el puerto de Río de "Niterói", nombre que vendría a designar, a partir de 1834, el actual municipio de Niterói.

## Francia Antártica

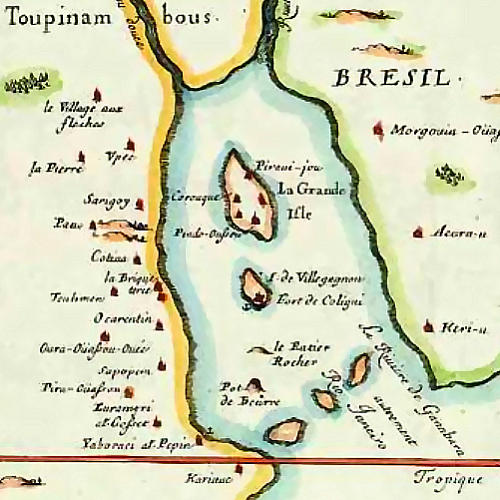
Mapa francés de 1555 de la bahía de Guanabara.

Los primeros europeos que trataron de colonizar la zona fueron franceses hugonotes liderados por el vicealmirante Nicolas Durand de Villegagnon. Estos se establecieron en el interior de la bahía de Guanabara en 1555 para fundar la colonia Francia Antártica y la ciudad de Henriville. 
Se aliaron con los tupinambás y juntos expulsaron los temiminós de la isla de Paranapuã erigiendo el Fuerte Coligny. Los temiminós se refugiaron en el sur del actual estado del Espíritu Santo, en territorio bajo dominio portugués. Entre 1560 y 1567, se aliaron con estos y derrotaron los franceses y tamoios de la bahía de Guanabara. Sin embargo, en ese año fueron derrotados y expulsados por los portugueses, con lo que la efímera colonia llegó a su fin.

## San Sebastián de Río de Janeiro

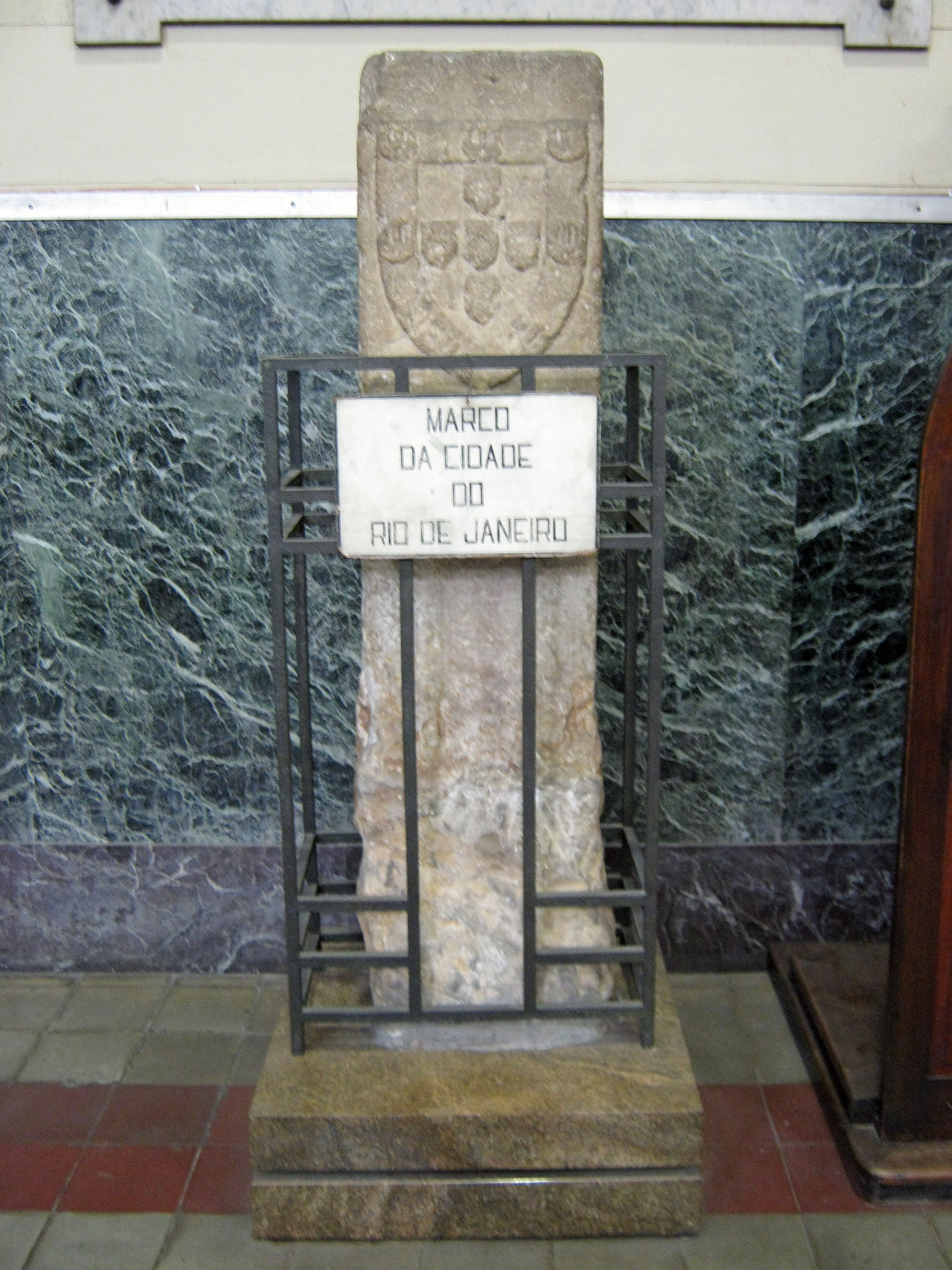
Hito padrão de la ciudad de Río de Janeiro ubicado en el interior de la iglesia de São Sebastião dos Capuchinhos, en Tijuca.

San Sebastián de Río de Janeiro fue fundada por Estácio de Sá el 1° de marzo de 1565, cuando desembarcó en un istmo entre el Morro Cara de Cão y el Pan de Azúcar y construyó una empalizada defensiva. Fue la segunda ciudad del Brasil, después de Salvador, fundada en 1549 (antes sólo habían villas y aldeas en toda la colonia). El nombre era un doble homenaje tanto a Sebastián, el rey niño, monarca de jure de Portugal y a San Sebastián a quien se le atribuyó el milagro que culminó en la fundación de la ciudad. En la zona de Praia Vermelha, Estácio también mandó levantar la iglesia de San Sebastián, el primer templo religioso de la ciudad que fue construido de madera.

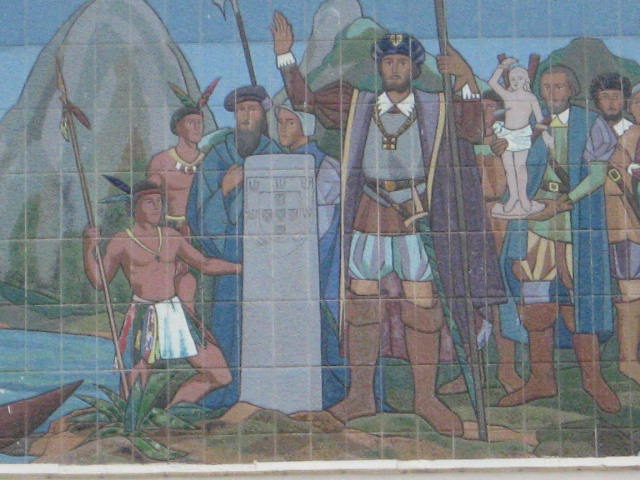
Grabado de Estácio de Sá fundando Río en 1565.

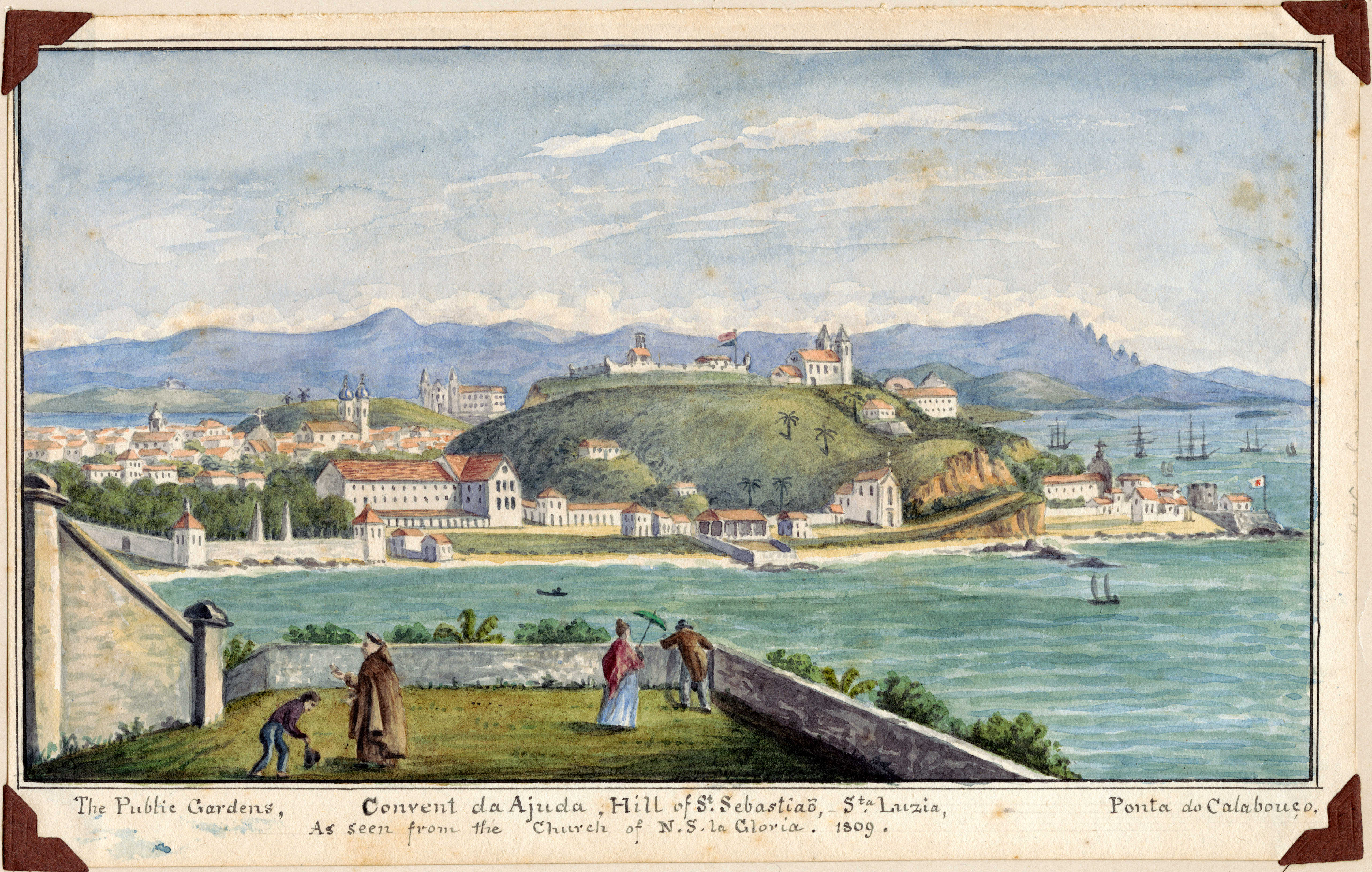
Morro do Castelo, con la Fortaleza y la iglesia de São Sebastião en la cima, en el lado izquierdo, el Paseo Público, visto desde la terraza de la Igreja da Glória, por Richard Bate en 1809.

La victoria de De Sá, derrotando a los elementos remanentes franceses (los que, aliados como los tamoios, se dedicaban al comercio, amenazando el dominio portugués en la costa brasileña), garantizó la posesión de Río de Janeiro, rechazando, a partir de entonces, nuevos intentos de invasión extranjera y expandiendo, a costa de guerras, su dominio sobre las islas y el continente. En 1566, bajo el liderazgo de Cristovão de Barros, el núcleo urbano se empezó a expandir por el entorno de la bahía de Guanabara, en particular, de la Baixada Fluminense, dando inicio a la Capitanía Real de Río de Janeiro que pertenecía a la Corona portuguesa y no a un donatário como São Vicente o Pernambuco. Recién en 1567, con la derrota final de los franco-tamoios en Uruçumirim (Praia do Flamengo), la colonización de los alrededores prosperaría. 
Los portugueses, bajo el comando de Mem de Sá, encontraron adecuado que la ciudad quedara instalada en un punto elevado, en uno de los morros cercanos a la isla de Villegagnon, entonces llamado "Morro do Descanso" (posteriormente sería conocido como el morro do Castelo que fue totalmente derrumbado en 1922), que permitiese la construcción de bastiones que defendiesen la ciudad y su atracadero, la isla, y que también vigilase la entrada de la bahía de Guanabara. El nuevo poblado marca, de hecho, el comienzo de la expansión de la ciudad fundada por los portugueses.
Construyeron una ciudadela amurallada y fortificada que incluyó, durante todo ese tiempo, el fortín bajo la invocación de Santiago (ver Fuerte de São Tiago da Misericórdia), una batería bajo la invocación de Santa Ana y una fortaleza llamada São Januário (ver: Fortaleza de São Sebastião do Castelo), que motivaron las distintas denominaciones del morro como São Tiago, São Januário, São Sebastião y, finalmente, "do Castelo".
En el lugar fueron construidas las primeras Casa de la Cámara y la Cárcel, la Casa del Gobernador, el colegio de los Jesuitas, los almacenes y también las iglesias de los Jesuitas y de São Sebastião, donde se instaló la primera catedral de la ciudad, y junto a la que se encontraba el hito de piedra de la fundación de la ciudad, traído desde su ubicación original a pies del morro Cara de Cão, así como los restos mortales del fundador, Estácio de Sá. Estas reliquias se encuentran hoy en la nueva iglesia de la misma orden ubicada en el barrio de Tijuca. Al pie de este morro, en la playa, se estableció la Santa Casa de Misericórdia - el primer hospital.
Luego de la ocupación del morro, la población de la ciudad comenzó a ocupar la llamada Várzea, un área plana comprendida entre cuatro morros (morro de São Bento al este, morro de Santo Antônio al oeste, morro da Conceição al norte y el morro do Castelo al sur) que delimitaban el núcleo urbano durante el periodo colonial. En consecuencia, se fueron rellenando lagunas, charcos y abriendo vegetación.
En 1573, el rey Sebastián, habiendo cumplido ya la mayoría de edad, dio a Río de Janeiro el título de "capital de Brasil" y creó un segundo gobierno general en la ciudad, colocando bajo su administración la "Repartición Sur" que incluía las capitanías de San Vicente, Río de Janeiro y Espírito Santo. La Repartición Sur tuvo una historia problemática ya que fue desaparecida y recreada varias veces: 1573-1578, 1608-1612 y la década de 1640, durante el gobierno de Salvador de Sá e Benevides. Mientras tanto, también en los periodos en que el gobierno de la Repartición Sur no fue reconocido por Portugal, "las capitanías de Río de Janeiro" se negaron a responder al gobierno general de Salvador, llevando a una serie de conflictos que culminaron en la transferencia del gobierno general de Salvador para Río en 1763, con el apoyo de la capitanía de Pernambuco.
Durante casi todo el siglo XVII, la ciudad tuvo un desarrollo urbano lento. Una red de pequeñas callejuelas conectaba entre sí las iglesias, uniéndolas al Palacio y al Mercado del Pez, al borde del muelle. A partir de ellas, nacían las principales calles del actual Centro. Sin embargo, con la invasión holandesa en el nordeste brasileño, la producción de azúcar aumentó gracias a los múltiples ingenios que se esparcieron por la ciudad. 

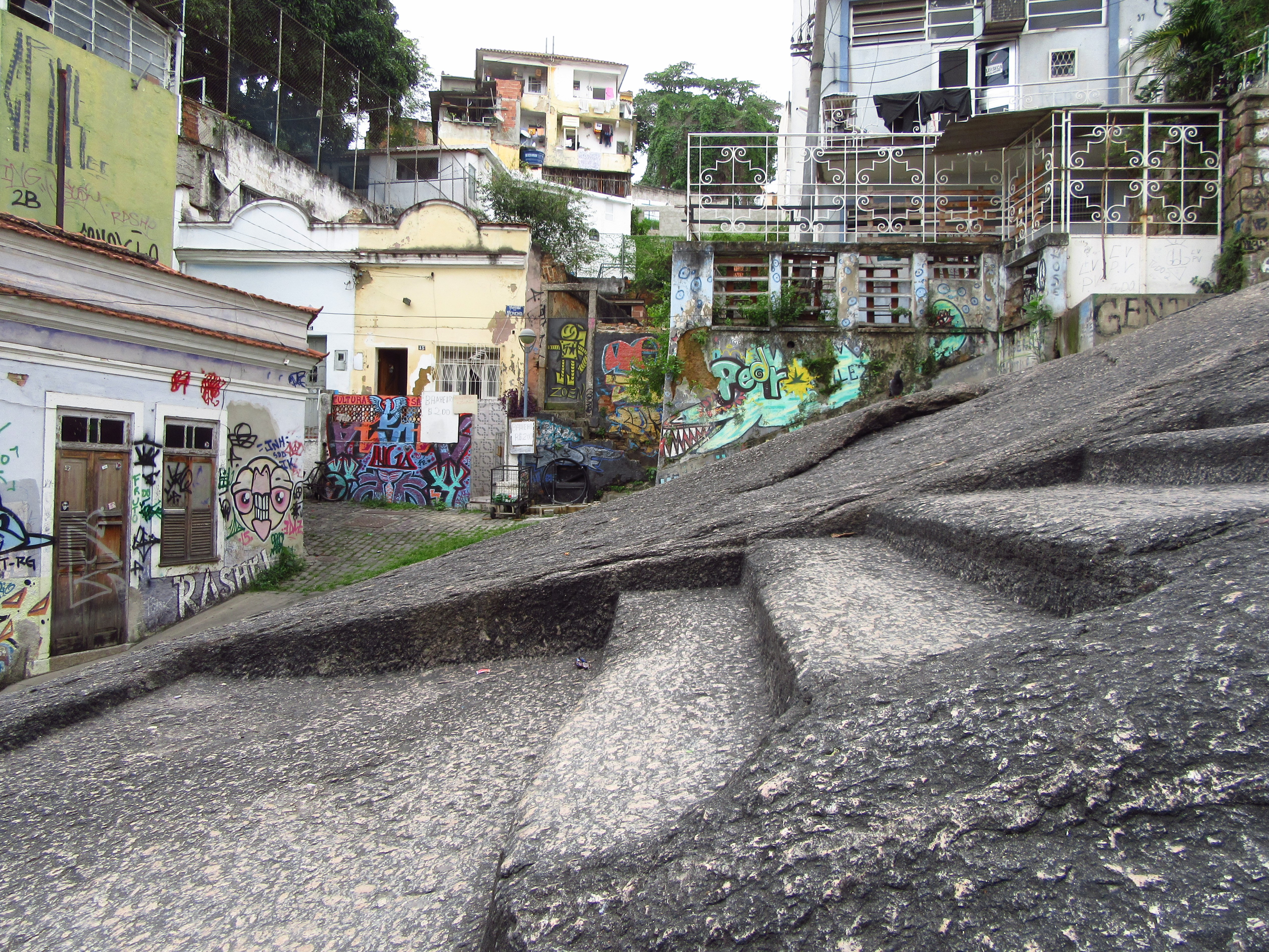
Pedra do Sal, en Saúde, fue uno de los sitios consagrados al tráfico de esclavos.

Esa importancia se hizo aún mayor con la explotación de los yacimientos de oro en Minas Gerais en el siglo XVIII: la proximidad llevó a la consolidación de la ciudad como el mayor centro portuario y económico. En 1763, el ministro portugués Marqués de Pombal transfirió la sede de Brasil colonial de Salvador para Río, resolviendo los conflictos entre las reparticiones norte y sur. En la década de 1770, los gobiernos generales de los estados de Maranhão y de Grão Pará fueron igualmente desaparecidos y toda la América Portuguesa pasó a tener a Río como capital.
A inicios del siglo XIX, Río ya era la segunda mayor ciudad de Brasil, sólo detrás de Villa Rica (actual Ouro Preto) Luego de la llegada de la familia real en 1808, la población creció rápidamente y la ciudad pasó a ser la más grande del país. Permanecería siéndolo hasta la década de 1950 cuando fue sobrepasada por São Paulo.
Río de Janeiro fue la capital de Brasil de 1763 a 1960, cuando el gobierno federal fue transferido para Brasilia. Actualmente es la segunda más populosa ciudad del país, tras São Paulo. Entre 1808 y 1815, fue la capital del Reino de Portugal y los Algarbes, como se llamaba oficialmente Portugal en esa época. Entre 1815 y abril de 1821, fue la sede del Reino Unido de Portugal, Brasil y Algarbes, luego de que se elevara al Brasil a parte integrante del Reino.
En los siglos XVII y XIX, muchas casas y haciendas tenían fuentes y pozos en sus terrenos. También había chafarizes, fuentes y caños, en las cuales los habitantes buscaban agua y a cargaban en potes, barriles o baldes. Otra forma de conseguirse agua era comprarla de los aguadeiros, esclavos que recorrían las calles en carros vendiendo agua de casa en casa. Según relatos del profesor alemán Hermann Burmeister en su libro "Viaje a Brasil", publicado en 1853:

El acueducto Carioca termina en el Morro de Santo Antônio, en la fuente del Carioca, al lado de un espacio público que tiene el mismo nombre, ofreciendo, por sus caños metálicos, el líquido a los negros cargadores de agua que constantemente lo ocupan

## Periodo imperial

iglesia de São Sebastião dos Capuchinhos, en el Morro do Castelo, durante el traslado de los restos mortales de Estácio de Sá, en 1922, antes de su demolición. Colección del Instituto Moreira Salles.

Rúa Primero de Marzo y Morro do Castelo al fondo, del lado izquierdo del morro, en la cima, está el Colégio dos Jesuítas y al lado de este el antiguo Observatório Nacional, vistos desde la iglesia do Carmo. Fotografía de Juan Gutierrez, alrededor de 1890. Colección del Instituto Moreira Salles.

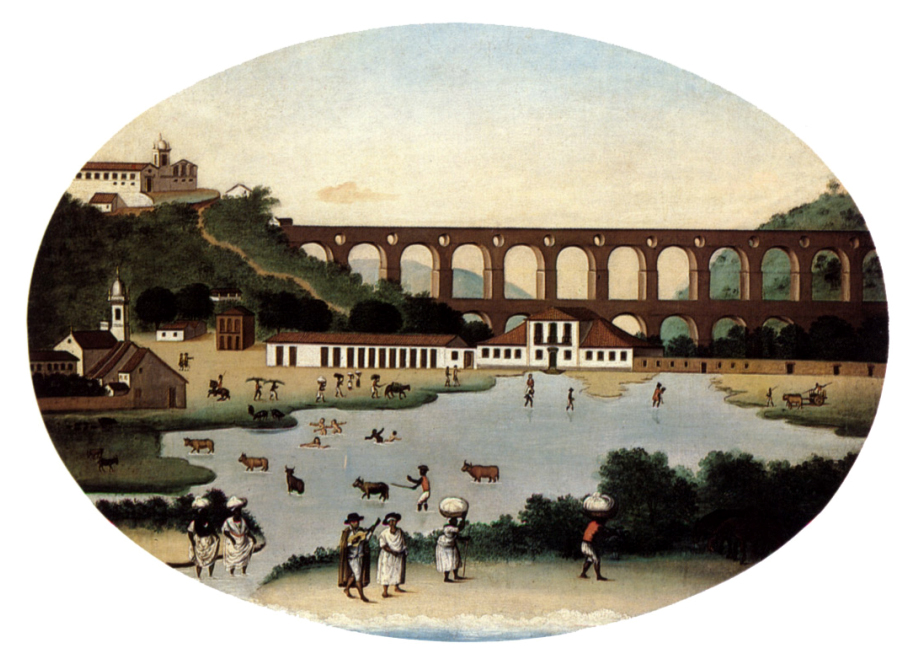
Vista de la laguna de Boqueirão con los actuales Arcos da Lapa y el Convento de Santa Teresa. Pintura de Leandro Joaquim, en 1790.

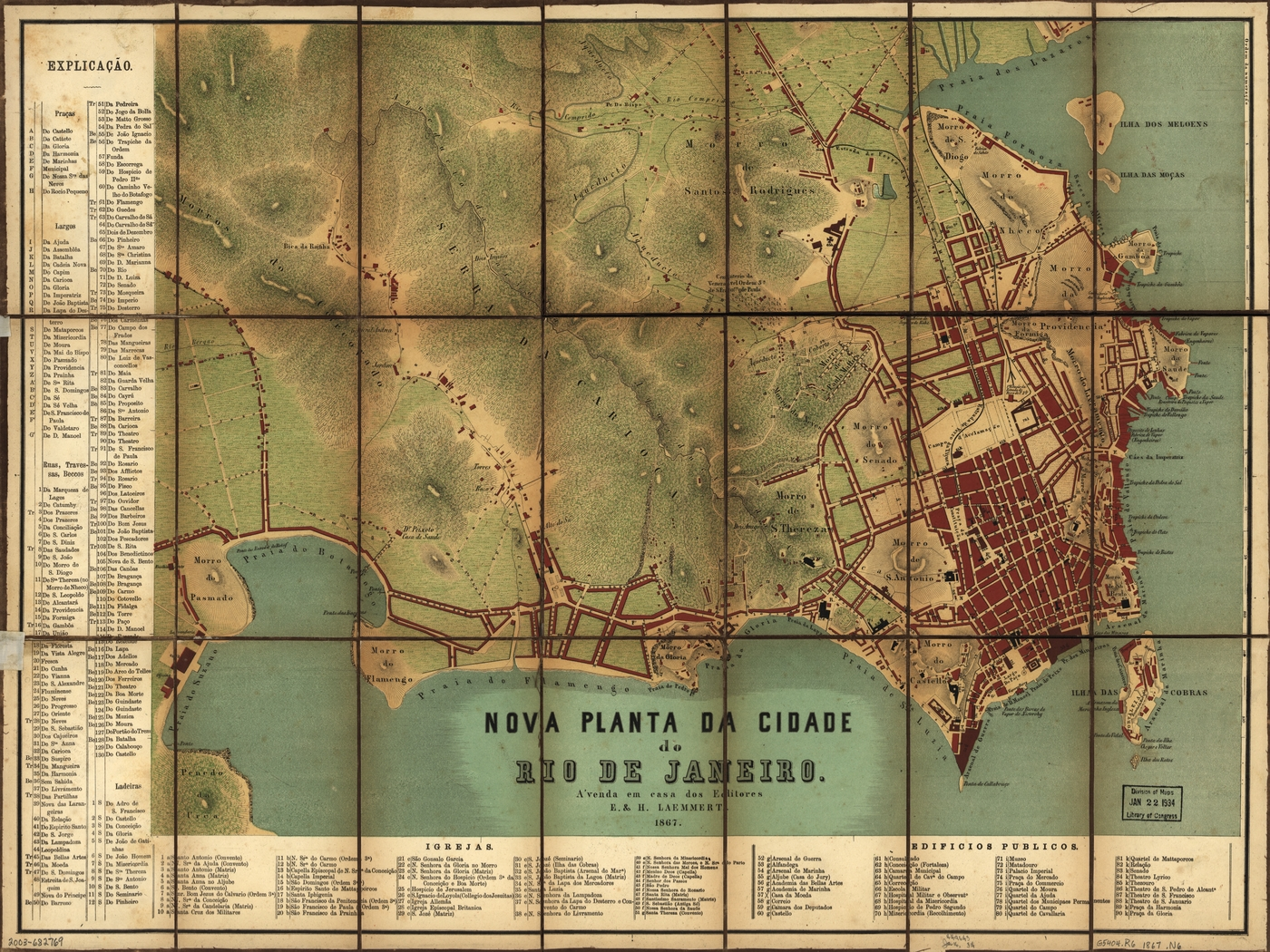
Río en 1867.

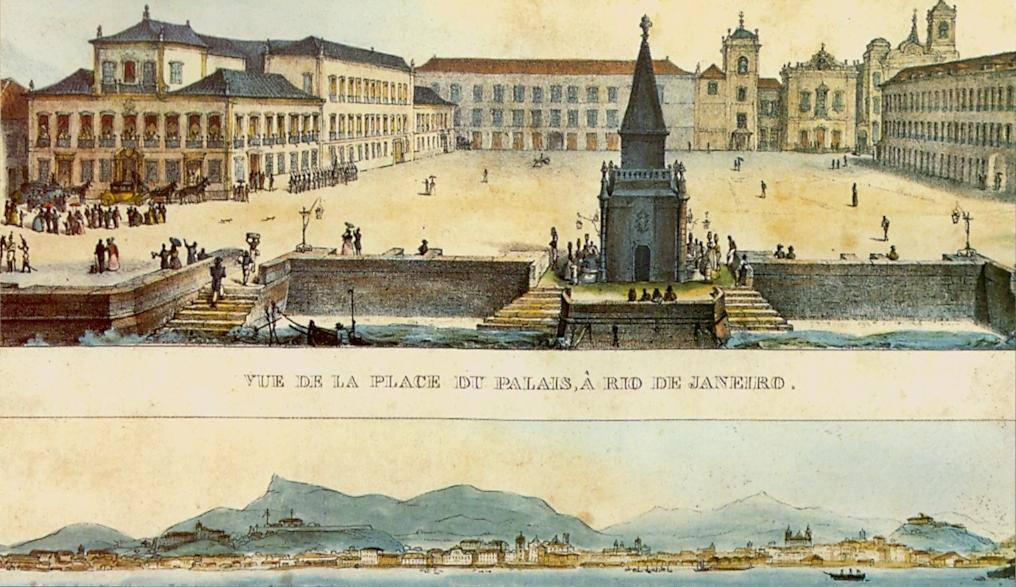
En la parte superior, la actual Praça XV, del lado izquierdo el Paço Imperial (sede del gobierno colonial, real e imperial) al fondo el Convento y la Iglesia del Carmen (donde Pedro I y Pedro II fueron coronados) y la fuente del Mestre Valentim, al frente. En la parte inferior hay un panorama de la ciudad donde destaca el Corcovado. De Jean-Baptiste Debret, en 1830.

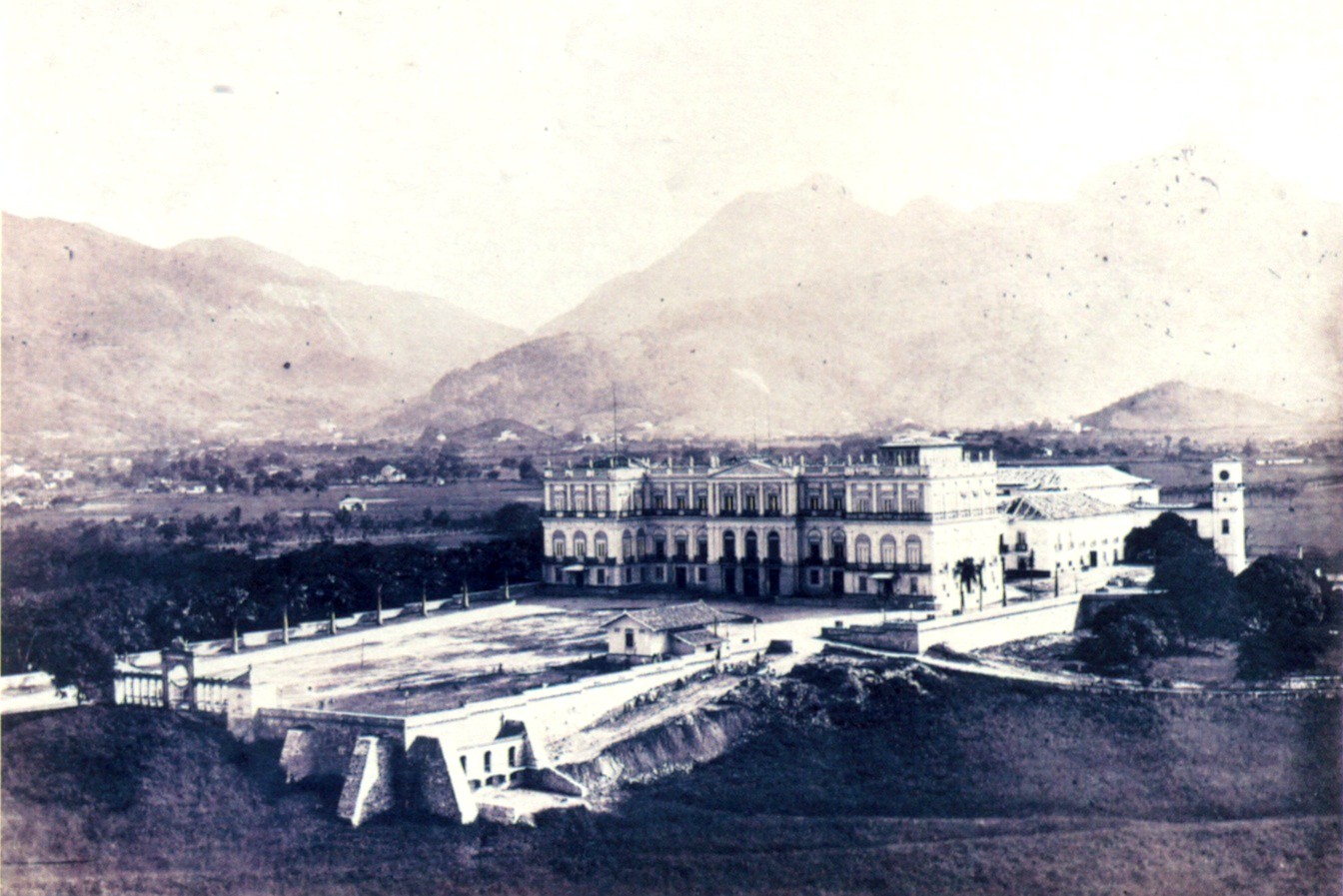
Palacio de São Cristóvão, actual Museo Nacional, en la Quinta de Boa Vista. Fue la residencia de la familia de João VI y de la Familia imperial brasileña en 1862.

Tras la Independencia en 1822, Río se convirtió en la capital del nuevo Imperio del Brasil, mientras la provincia de Río de Janeiro enriqueció con la agricultura de la caña en la región de Campos y, principalmente, con el nuevo cultivo del café en el valle del Paraíba. Con el fin de separar la provincia de la capital del Imperio, la ciudad fue convertida, el año de 1834, en Municipio Neutro, mientras que la provincia de Río de Janeiro pasó a tener a Niterói como su capital.

La antigua Casa de Câmara e Cadeia (Cadeia Velha), actual Palácio Tiradentes, donde se dió la Asamblea Constituyente de Brasil de 1823. Es la primera sede de la Cámara de Diputados.

En la segunda mitad del siglo XIX, la ciudad crecía en ritmo acelerado siendo la madera el principal material de construcción. Esto causó incendios catastróficos y en 1855 se creó el Cuerpo de Bomberos. En 1858 se inauguró la estación Dom Pedro II, actual Central do Brasil.
Como centro político del país, la ciudad concentraba la vida político-partidaria del Imperio. Fue escenario de los Movimientos Abolicionista y Republicano.

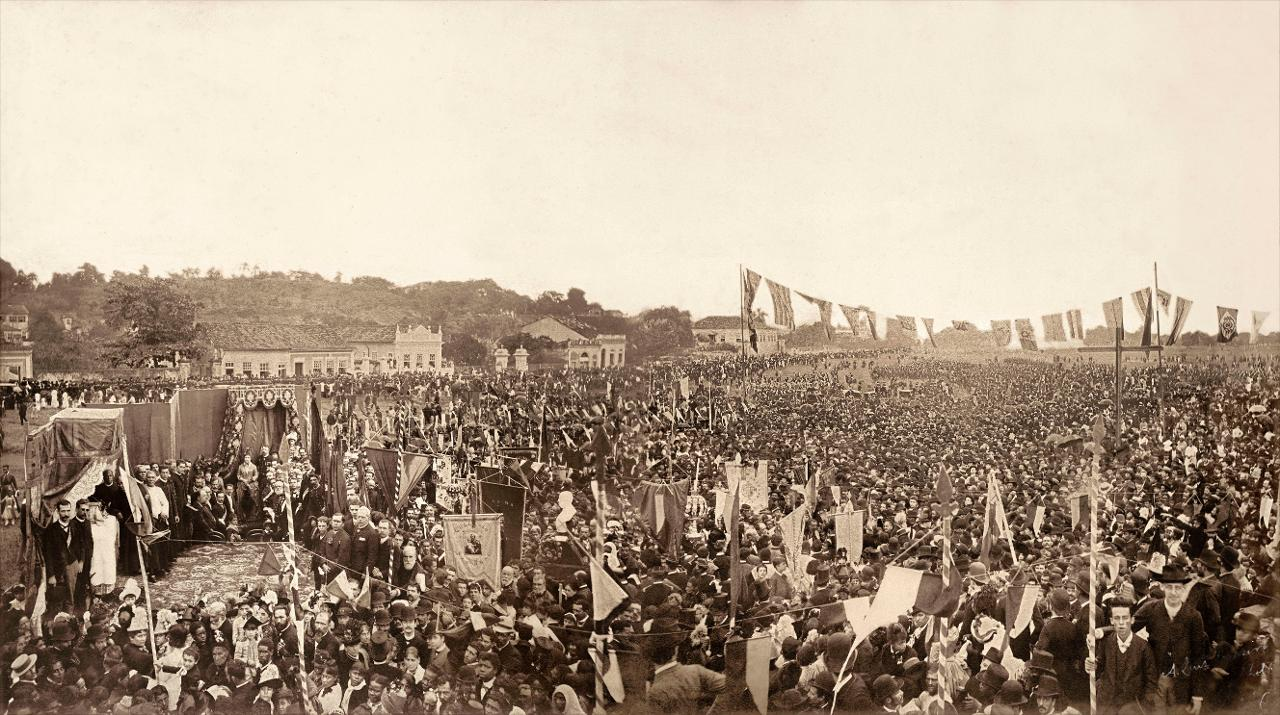
Misa celebrada en acción e gracias por la abolición de la esclavitud en Brasil en 1888. La Princesa Isabel y parte de la corte, y tal vez Machado de Assis, al lado izquierdo. Campo de São Cristóvão, Río de Janeiro-RJ, Brasil. Antonio Luiz Ferreira.

## Periodo republicano
Con la Proclamación de la República Brasileña en 1889, la ciudad pasó a enfrentar graves problemas sociales debidos a su crecimiento rápido y desordenado. Con el fin del trabajo esclavo en 1888, la ciudad pasó a recibir grandes contingentes de inmigrantes europeos y de ex-esclavos atraídos por las oportunidades que allí se abrían al trabajo asalariado. Entre 1872 y 1890, su población pasó 274.00 a 522.000 habitantes.
El aumento de la pobreza agravó la crisis de vivienda, que fue constante en la vida urbana de la ciudad desde mediados del siglo XIX. El epicentro de esa crisis era, cada vez más, el casco central - la Ciudad Vieja y sus zonas aledañas -, donde se multiplicaban las habitaciones colectivas y explotaron violentas epidemias de fiebre amarilla, viruela y cólera, que daban a la ciudad la fama internacional de ser un "puerto sucio".

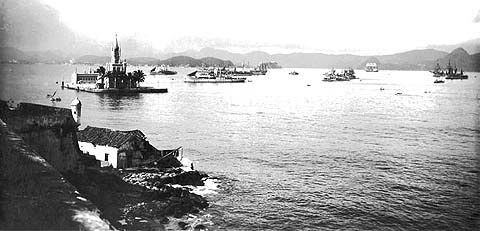
La bahía de Guanabara en 1885. A La izquierda, la Isla Fiscal.

Muchas campañas de erradicación llevadas adelante de la época generaron un profundo malestar entre la población carioca. Hubo varias revueltas populares, entre ellas, la revuelta de la vacuna, de 1904, que también se debió a las expropiaciones y a las demoliciones ejecutadas por el ingeniero Pereira Pasos. En esas reformas, fueron demolidos varios cortiços, y la población pobre del Centro tuvo que desplazarse a las laderas de los cerros, la zona portuaria y a Caju, sobre todo a los morros de Saúde y de la Providencia. Tales poblamientos crecieron de manera muy desordenada, dando inicio al proceso de favelización (que aún no preocupaba mucho en esa época), lo que no impidió la adopción de varias otras reformas urbanas y sanitarias que modificaron la imagen de la entonces capital de la República. En ese mismo contexto, una gran ola migratoria, venida principalmente del nordeste, llegó a la ciudad y se estableció en las zonas periféricas, entre ellas figuras importantes como Tia Ciata y el cantante Baiano, que vivieron en la zona de la antigua Praça Onze, cerca del actual Sambódromo del Marqués de Sapucaí y que fueron fundamentales en el desarrollo inicial de la samba y la umbanda, justamente en esas regiones de la ciudad.

Demolición del Morro do Castelo en 1922, para la Exposición Internacional del Centenario de la Independencia. Destaca la antigua catedral de São Sebastião en la cima, donde la ciudad fue fundada, y el Pan de Azúcar al fondo.

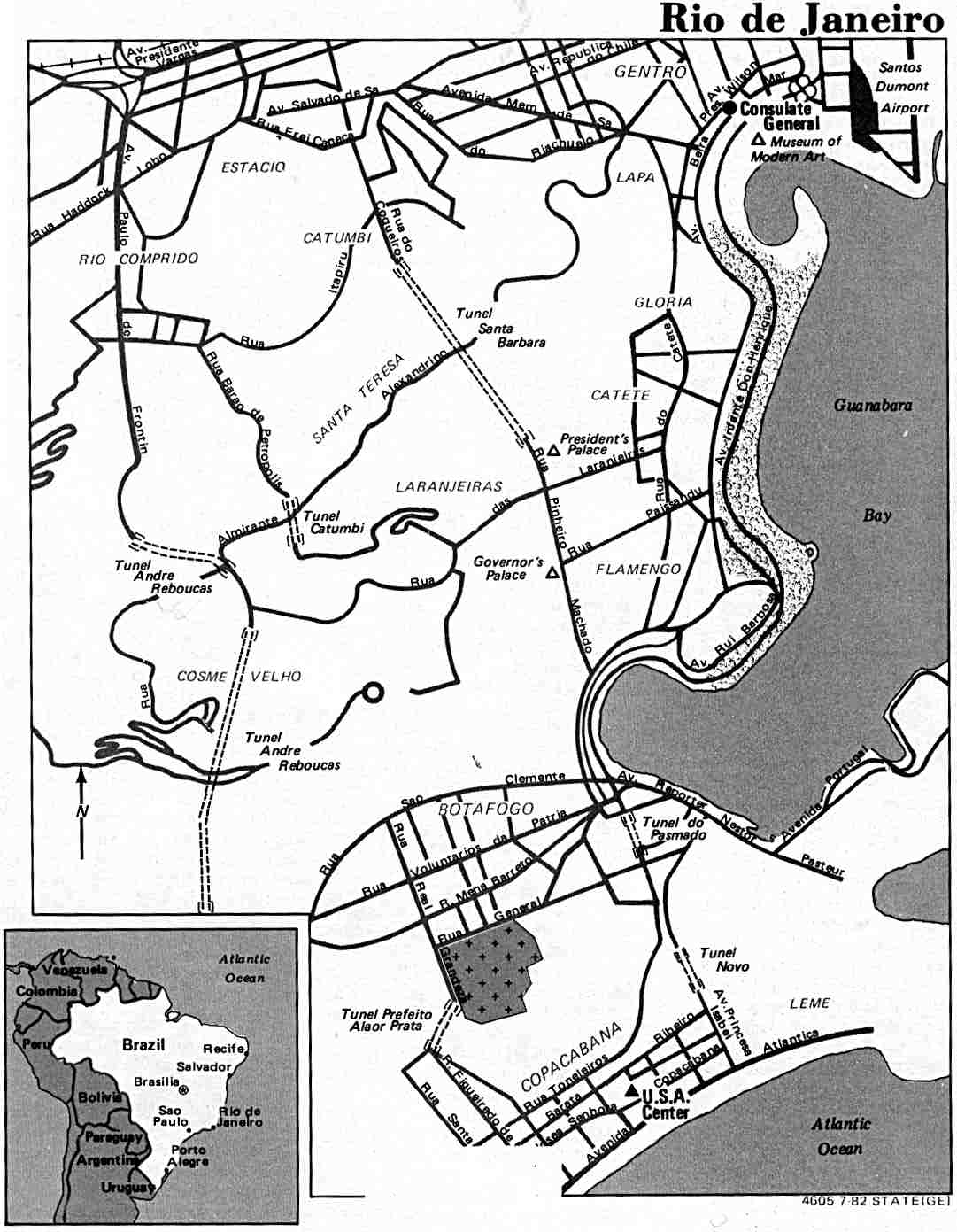
Trazado del sureste de Río en la década de 1980.

El 27 de octubre de 1912, fue inaugurado el primer tramo del bondinho entre la Praia Vermelha y el morro Pan de Azúcar, que se convirtió en uno de los símbolos de Río. En 1922, la ciudad alcanzó 1.130.000 habitantes. El 12 de agosto de 1931 fue inaugurada la estatua de Cristo Redentor, que también se convertiría en uno de los grandes símbolos de la ciudad. En 1950, fue inaugurado el estadio Maracaná para albergar la final de la Copa del Mundo de 1950. En 1960, luego de que la capital federal se transfirió a Brasilia,  el antiguo Distrito Federal, donde se situaba la ciudad de Río, se convirtió en el Estado de la Guanabara.
En 1964 abrió su puertas el Museo de Arte Moderno. El 26 de junio de 1968 ocurrió la Marcha de los Cien Mil en protesta contra la dictadura militar vigente en el país desde 1964. En 15 de marzo de 1975, ocurrió la fusión del estado de la Guanabara con el antiguo estado de Río de Janeiro, formando el actual estado de Río de Janeiro. En 23 de julio, fue promulgada la Constitución de este estado.
En 30 de abril de 1981, sectores insatisfechos del Ejército atentaron el 30 de abril de 1981 contra el pabellón de exposiciones Riocentro. El atentado, perpetrado por agentes de la dictadura militar, debería ser atribuido a sectores de la izquierda, sin embargo el artefacto estalló accidentalmente antes del tiempo, matando a los agentes. En 1984, fue inaugurada la Pasarela Profesor Darcy Ribeiro, visando a abrigar el desfile de las escuelas de samba de la ciudad.
En 1992, la ciudad fue sede de la Conferencia de las Naciones Unidas sobre Medio ambiente y Desarrollo. Y en 2007, los Juegos Panamericanos de 2007, ocasión en la cual realizó inversiones en estructuras deportivas (incluyendo la construcción del Estadio Olímpico João Havelange) y en las áreas de transportes, seguridad pública e infraestructura urbana.